# Puchar Europy w Wielobojach 2009
27. Puchar Europy w wielobojach – zawody lekkoatletycznych zorganizowanych przez European Athletics 27 i 28 czerwca 2009 roku w trzech europejskich miastach. W imprezie drużyny męskie rywalizowały w dziesięcioboju, a żeńskie w siedmioboju.

## Superliga

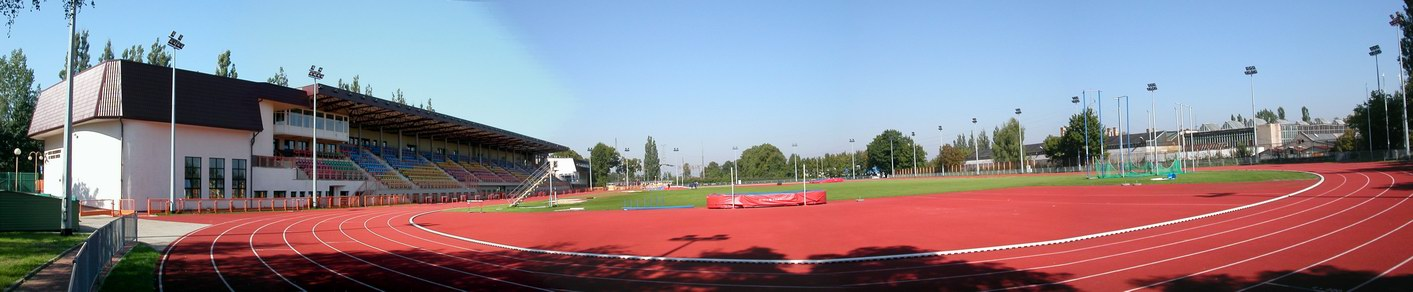
Stadion w Szczecinie

Zawody superligi pucharu Europy w wielobojach odbyły się na stadionie im. Wiesława Maniaka w Szczecinie.  W zawodach pierwszy raz w historii triumfowała żeńska reprezentacja Polski.

### Rezultaty

#### Mężczyźni

##### Drużynowo
| Pozycja | Reprezentacja | Wynik (pkt) |
| ------- | ------------- | ----------- |
| 1.      | Rosja         | 24507       |
| 2.      | Białoruś      | 24077       |
| 3.      | Ukraina       | 23621       |
| 4.      | Francja       | 23582       |
| 5.      | Estonia       | 23271       |
| 6.      | Szwecja       | 22335       |
| 7.      | Holandia      | 21687       |
| 8.      | Polska        | 21327       |

##### Indywidualnie
| Pozycja | Zawodniczka         | Wynik (pkt)                            |
| ------- | ------------------- | -------------------------------------- |
| 1.      | Andrej Krauczanka   | 8336                                   |
| 2.      | Aleksandr Pogorełow | 8313                                   |
| 3.      | Oleksij Kasjanow    | 8245                                   |
| 4.      | Romain Barras       | 8209                                   |
| 5.      | Wasilij Charłamow   | 8113                                   |
| 6.      | Aleksiej Drozdow    | 8081                                   |
| 19.     | Marcin Dróżdż       | 7475                                   |
| 26.     | Jacek Nabożny       | 7159                                   |
| 30.     | Krzysztof Plaskota  | 6693                                   |
| -       | Łukasz Płaczek      | nie ukończył zawodów z powodu kontuzji |

#### Kobiety

##### Drużynowo
| Pozycja | Reprezentacja   | Wynik (pkt) |
| ------- | --------------- | ----------- |
| 1.      | Polska          | 18007       |
| 2.      | Rosja           | 17949       |
| 3.      | Ukraina         | 17814       |
| 4.      | Francja         | 17410       |
| 5.      | Szwecja         | 17073       |
| 6.      | Wielka Brytania | 17043       |
| 7.      | Włochy          | 16468       |
| 8.      | Holandia        | 15769       |

##### Indywidualnie
| Pozycja | Zawodniczka         | Wynik (pkt) |
| ------- | ------------------- | ----------- |
| 1.      | Hanna Melniczenko   | 6380        |
| 2.      | Kamila Chudzik      | 6378        |
| 3.      | Karolina Tymińska   | 6191        |
| 4.      | Marina Gonczarowa   | 6119        |
| 5.      | Marisa de Aniceto   | 5982        |
| 6.      | Nadieżda Siergiejew | 5940        |
| 21.     | Małgorzata Reszka   | 5438        |
| 26.     | Patrycja Marciniak  | 5281        |

## I liga
Zawody I ligi zostały rozegrane w hiszpańskiej Saragossie. 

### Rezultaty

#### Mężczyźni - drużynowo
| Pozycja | Reprezentacja   | Wynik (pkt) |
| ------- | --------------- | ----------- |
| 1.      | Hiszpania       | 22692       |
| 2.      | Finlandia       | 22573       |
| 3.      | Czechy          | 22332       |
| 4.      | Szwajcaria      | 22286       |
| 5.      | Włochy          | 22274       |
| 6.      | Wielka Brytania | 22118       |
| 7.      | Belgia          | 21413       |

#### Kobiety - drużynowo
| Pozycja | Reprezentacja | Wynik (pkt) |
| ------- | ------------- | ----------- |
| 1.      | Estonia       | 17170       |
| 2.      | Czechy        | 17010       |
| 3.      | Szwajcaria    | 16949       |
| 4.      | Grecja        | 16921       |
| 5.      | Białoruś      | 16778       |
| 6.      | Hiszpania     | 16262       |
| 7.      | Finlandia     | 15331       |

## II liga
Zawody II ligi odbyły się w słoweńskim Mariborze. 

### Uczestnicy

#### Mężczyźni
| Lp  | Reprezentacja |
| --- | ------------- |
| 1.  | Austria       |
| 2.  | Dania         |
| 3.  | Grecja        |
| 4.  | Litwa         |
| 5.  | Norwegia      |
| 6.  | Portugalia    |
| 7.  | Serbia        |
| 8.  | Słowenia      |
| 9.  | Turcja        |
| 10. | Węgry         |

Oprócz drużyn reprezentacyjnych w zawodach wystąpią także indywidualni zawodnicy z Albanii, Chorwacji, Cypru, Czarnogóry, Islandii, Irlandii, Izraela, Macedonii, Rumunii oraz Słowacji.

#### Kobiety
| Lp  | Reprezentacja |
| --- | ------------- |
| 1.  | Austria       |
| 2.  | Belgia        |
| 3.  | Dania         |
| 4.  | Litwa         |
| 5.  | Norwegia      |
| 6.  | Portugalia    |
| 7.  | Rumunia       |
| 8.  | Serbia        |
| 9.  | Turcja        |
| 10. | Węgry         |

Oprócz drużyn reprezentacyjnych w zawodach wystąpią także indywidualne zawodniczki z Albanii, Chorwacji, Cypru, Islandii, Irlandii, Izraela, Luksemburga oraz Słowacji.